# Cicer pinnatifidum
Cicer pinnatifidum är en ärtväxtart som beskrevs av Hippolyte François Jaubert och Édouard Spach. Cicer pinnatifidum ingår i släktet kikärter, och familjen ärtväxter. Inga underarter finns listade i Catalogue of Life.